# 유아사 마사아키
유아사 마사아키(일본어: 湯浅 政明, 1965년 3월 16일~)는 일본의 영화 제작자, 각본가, 애니메이터, 스토리보드 아티스트이다.

## 감독 작품

### 애니메이션 영화
- 《마인드 게임》 (2004)
- 《밤은 짧아 걸어 아가씨야》 (2017)
- 《새벽을 알리는 루의 노래》 (2017)
- 《너와 파도를 탈 수 있다면》 (2019)
- 《견왕》(2022)

### 텔레비전 애니메이션
- 《케모노즈메》(2006)
- 《카이바》(2008)
- 《다다미 넉 장 반 세계일주》(2010)
- 《짱구는 못말려 TV 스페셜 - SHIN-MAN 1화~5화》(2010)
- 《핑퐁 THE ANIMATION》(2014)
- 《핀과 제이크의 어드벤처 타임 시즌 6》 7화 〈Food Chain〉 에피소드(2014)
- 《연상연에는 손대지 마!》(2020)